# Манучарян Армен Арамович
Армен Арамович Манучарян (вірм. Արմեն Մանուչարյան; нар. 3 лютого 1995, Єреван, Вірменія) — вірменський футболіст, правий захисник клубу «Урарту» та національної збірної Вірменії.

## Клубна кар'єра
Вихованець клубу «Бананц» (Єреван). З 2012 року залучався до тренувань основної команди та потрапляв до складу як запасний, а також грав за «Бананц-2» у першій лізі. Дебютний матч за головну команду свого клубу у чемпіонаті Вірменії зіграв 30 листопада 2014 року проти «Ширака», відігравши всі 90 хвилин. Усього за півтора сезони в основі «Бананца» провів 21 матч.
По ходу сезону 2015/16 років перейшов у «Пюнік», де за чотири з половиною сезони провів понад сто матчів. Срібна призерка чемпіонату Вірменії 2018/19, фіналіст Кубку Вірменії 2016/17. У складі «Пюніка» зіграв 10 матчів у Лізі Європи УЄФА.
10 серпня 2020 року перейшов до російського клубу «Ротор» (Волгоград). Дебютував у російській Прем'єр-лізі 19 серпня 2020 року у матчі проти «Ахмата», замінивши на 72-ій хвилині Сергія Макарова.
27 лютого 2021 року приєднався до казахстанського клубу «Актобе». 23 червня 2021 року, після 11-ти зіграних матчів у чемпіонаті Казахстану, Манучарян залишив клуб, розірвавши угоду за згодою сторін.
18 серпня 2021 року повернувся до Прем'єр-ліги Вірменії, підписавши контракт з «Урарту».

## Кар'єра в збірній
Виступав за юніорську та молодіжну збірну Вірменії. У національній збірній дебютував 4 червня 2017 року в товариському матчі проти збірної Сент-Кіттс і Невіс. У другій половині 2010-их років регулярно викликався до збірної, але станом на серпень 2020 року виходив на поле лише у двох матчах.

## Статистика виступів

### Клубна
Станом на 23 травня 2021
| Клуб                | Сезон             | Ліга                    | Ліга  | Ліга | Нац. кубок | Нац. кубок | Єврокубки | Єврокубки | Інші  | Інші | Загалом | Загалом |
| Клуб                | Сезон             | Дивізіон                | Матчі | Голи | Матчі      | Голи       | Матчі     | Голи      | Матчі | Голи | Матчі   | Голи    |
| ------------------- | ----------------- | ----------------------- | ----- | ---- | ---------- | ---------- | --------- | --------- | ----- | ---- | ------- | ------- |
| «Пюнік»             | 2015–16           | Прем'єр-ліга Вірменії   | 10    | 1    | 0          | 0          | 0         | 0         | 0     | 0    | 10      | 1       |
| «Пюнік»             | 2016–17           | Прем'єр-ліга Вірменії   | 30    | 2    | 4          | 0          | 2         | 0         | —     | —    | 36      | 2       |
| «Пюнік»             | 2017–18           | Прем'єр-ліга Вірменії   | 26    | 0    | 2          | 0          | 2         | 0         | —     | —    | 30      | 0       |
| «Пюнік»             | 2018–19           | Прем'єр-ліга Вірменії   | 19    | 0    | 1          | 0          | 0         | 0         | —     | —    | 20      | 0       |
| «Пюнік»             | 2019–20           | Прем'єр-ліга Вірменії   | 16    | 2    | 1          | 0          | 6         | 0         | —     | —    | 23      | 2       |
| «Пюнік»             | Загалом           | Загалом                 | 101   | 5    | 8          | 0          | 10        | 0         | 0     | 0    | 119     | 5       |
| «Ротор» (Волгоград) | 2020–21           | Прем'єр-ліга Росії      | 7     | 0    | 0          | 0          | —         | —         | —     | —    | 7       | 0       |
| «Актобе»            | 2021              | Прем'єр-ліга Казахстану | 11    | 0    | 0          | 0          | —         | —         | —     | —    | 11      | 0       |
| Усього за кар'єру   | Усього за кар'єру | Усього за кар'єру       | 119   | 5    | 8          | 0          | 10        | 0         | 0     | 0    | 137     | 5       |

1. ↑  Матчі в Лізі чемпіонів УЄФА
2. ↑  Матчі в Суперкубку Вірменії
3. 1 2 3 4  Матчі в Лізі Європи УЄФА

### У збірній

#### По роках
Станом на 6 вересня 2018
| Національна збірна | Рік     | Матчі | Голи |
| ------------------ | ------- | ----- | ---- |
| Вірменія           | 2017    | 1     | 0    |
| Вірменія           | 2018    | 1     | 0    |
| Загалом            | Загалом | 2     | 0    |

#### По матчах
| Дата     | Місто  | Господарі | Результат | Гості              | Турнір                               | Голи | Примітки |
| -------- | ------ | --------- | --------- | ------------------ | ------------------------------------ | ---- | -------- |
| 4-6-2017 | Єреван | Вірменія  | 5 – 0     | Сент-Кіттс і Невіс | товариський матч                     | -    | 70'      |
| 6-9-2018 | Єреван | Вірменія  | 2 – 1     | Ліхтенштейн        | Ліга націй УЄФА 2018-2019 - 1-ий тур | -    | 42'      |
| Усього   |        | Матчів    | 2         |                    | Голів                                | 0    |          |